# Karel Večeřa
Karel Večera (Ivančice,  9. listopada 1955.) umirovljeni je češki nogometaš i nogometni trener, koji je igrao na poziciji braniča. U svojoj igračkoj karijeri igrao je uglavnom za Zbrojovku iz Brna, te neko vrijeme za MFK Frýdek-Místek.
I trenersku karijeru započeo je u Zbrojovci (tada zbog sponzorskih razloga zvanoj Boby Brno), koju je trenirao u dva navrata: 1994. i od 1996. do 1998. Potom odlazi u FK Drnovice, ali se 2001. ponovno vraća u Brno i tijekom dvije sezone trenira Zbrojovku. 2004. odlazi u Jihlavu gdje potpisuje trenerski ugovor na dvije godine s ondašnjim klubom Vysočina. Istekom ugovora odlazi u Ostravu, gdje potpisuje za Baník na tri godine. Navijači klubova su rekli ako novi trener uspije odvesti klub Europsku ligu da će mu kupiti 1922 čokolade, jer je klub osnovan 1922. godine. Večera je s klubom osvojio treće mjesto u Prvoj češkoj nogometnoj ligi i time osigurao kvalifikacije za Europsku ligu. Osim što je dobio čokolade, obrijao je i brkove koje je nosio 34 godine. Od 2010. ponovno je trenirao Zbrojovku, a od travnja 2011. radio je kao pomoćni trener Renéa Wagnera. 7. lipnja 2011. podnio je ostavku na mjesto pomoćnog trenera i završio trenersku karijeru.
Osim što je bio nogometaš, završio je Pravni fakultet i dvije godine radio kao sudac.